# Harold Weston
Harold Weston (New York City, 7 aprile 1952) è un ex pugile statunitense, due volte sfidante al titolo mondiale dei pesi welter e avversario di Vito Antuofermo, Bruno Arcari e Rocky Mattioli, nonché di altri campioni del ring come Wilfred Benítez, Pipino Cuevas e Thomas Hearns.

## Carriera
Weston esordì da professionista a diciotto anni il 16 settembre 1970 battendo Ralph Castner ai punti, con decisione contrastata. Il 9 luglio 1973 inferse la prima sconfitta, per ferita al 5º round, al futuro campione del mondo dei pesi medi Vito Antuofermo, in un match al limite dei pesi superwelter .
Ventitreenne, fu ingaggiato per saggiare le possibilità dell’ex campione del mondo dei pesi superleggeri Bruno Arcari di combattere ad alto livello anche nei welter. I due pugili salirono sul ring il 28 febbraio 1975 al Palazzo dello Sport di Torino, senza esser riusciti a rispettare i limiti di peso. Al terzo round, lo statunitense dimostrò di essere già abbastanza smaliziato e aprì due ferite sulle sopracciglia del campione di Atina. Questi reagì rabbiosamente alla quarta ripresa e, alla fine, il verdetto ai punti gli fu ancora una volta nettamente favorevole .
Nel dicembre dello stesso anno Weston pareggiò al Madison Square Garden con Hedgemon Lewis, un pugile che, tre anni prima, era stato anche per breve tempo campione del mondo dei welter per la Commissione atletica dello Stato di New York.
Il 19 settembre 1975, a Melbourne decretò una battuta d'arresto alla carriera di Rocky Mattioli, destinato a indossare la cintura mondiale dei superwelter, sconfiggendolo ai punti in dieci riprese.
Il 2 febbraio 1977 Weston fermò sul pari il diciottenne Wilfred Benítez, campione del mondo dei pesi superleggeri e intenzionato a combattere nella categoria superiore. Il newyorchese riuscì ad essere il primo avversario a non scendere dal ring sconfitto dopo aver affrontato il portoricano.
Il 4 marzo 1978, sfidò il campione messicano Pipino Cuevas, per il titolo mondiale WBA dei pesi welter ma fu costretto all’abbandono dopo nove round con la mascella fratturata.
Essendo comunque classificato al n. 4 degli sfidanti al titolo mondiale, Wilfred Benítez, una volta conquistata la cintura mondiale WBC dei welter,  scelse Weston per la sua prima difesa del titolo. Il 25 marzo 1979 a San Juan (Porto Rico), Benítez conservò il titolo per decisione unanime ma per un solo punto secondo un giudice e per due, secondo un altro.
Weston combatté un ultimo match il 20 maggio 1979 contro l’astro nascente Thomas Hearns che, a Las Vegas, lo costrinse all’abbandono al sesto round per distacco della retina. A causa di questo infortunio Weston dovette lasciare il pugilato a soli ventisette anni.